# Кошары (Волынская область)
Кошары (укр. Кошари) — село в Шацкой поселковой общине Ковельского района Волынской области Украины.
До 2020 года входило в Шацкий район.
У села протекает река Западный Буг.
Близ села проходит Польско-украинская граница и Белорусско-украинская граница.
Код КОАТУУ — 0725784604. Население по переписи 2001 года составляет 60 человек. Почтовый индекс — 44020. Телефонный код — 3355. Занимает площадь 0,259 км².